# 조지 에버리스트

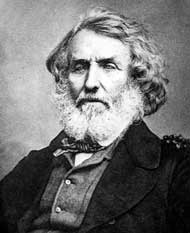
조지 에버리스트

조지 에버리스트(영어: Sir George Everest 조지 이브리스트[*], 영국식 영어 발음: /ˈiːvrɪst/, 1790년 7월 4일~1866년 12월 1일)은 영국의 수리지리학자이자 측량사, 군인, 탐험가였다. 에베레스트 산은 조지 에버리스트의 이름을 따서 붙인 것이다.

## 생애
1790년 영국 웨일스 포이스 크릭하월에서 태어난 에버리스트는 1818년에 1806년 인도아 대륙의 대삼각 측량을 시작했던 육군 대령 윌리엄 램브턴(William Lambton)의 조수로 임명되었다. 1823년에 램튼이 죽자, 그는 그 연구의 지휘를 맡아 1830년에 인도의 측량사 장관으로 임명되었다.
1843년에 에버리스트는 왕립 학회의 동료가 되었던 영국으로 돌아왔다. 그는 인도 대륙의 측량에 대한 공적으로 1861년에 기사작위를 받았으며, 1862년에 그는 왕립 지질학회의 부회장으로 선출되었다.
1866년에 그리니치의 브라이턴 근처에 있는 세인트 앤드루 교회에서 죽었다.

## 추가 문헌
- John Keay. 2000. The Great Arc. London: Harper Collins. ISBN 0-00-257062-9.
- J. R. Smith. 1999. Everest - The Man and the Mountain. Caithness: Whittles Publishing. ISBN 1-870325-72-9.